# Irenej z Lyonu
Svatý Irenej z Lyonu, řecky Εἰρηναῖος Eirénaios, latinsky Irenaeus (mezi 140 a 160 v Malé Asii – asi 202) byl zdaleka nejvýznamnějším křesťanským teologem 2. století. Byl biskupem v galském Lugdunu, dnešním Lyonu. Dne 21. ledna 2022 papež František prohlásil Ireneje z Lyonu učitelem církve; Irenej má být označován jako doctor unitatis, učitel jednoty. Jeho svátek připadá na 23. srpen v pravoslavném juliánském kalendáři a 28. červen v římskokatolickém kalendáři.

## Život
Irenej se narodil v některém z maloasijských měst, nejspíše ve Smyrně mezi roky 140 a 160, přesné datum není známo. Z jeho Listu Florinovi vysvítá, že v mládí potkal smyrnenského biskupa Polykarpa a možná patřil mezi jeho žáky. Jeho prostřednictvím byl spojen s dobou apoštolů, zároveň v něm pak vrcholí teologické úsilí poapoštolské doby.
Z neznámých důvodů opustil Irenej Malou Asii a vydal se do Galie. Roku 177/178 byl jako presbyter lugdunské církevní obce vyslán k papeži Eleutherovi do Říma, aby společně s ním koordinoval postup v otázce montanismu. Eusebius z Kaisareie (Hist. eccl. 5,4,2) zaznamenává znění listu, který lugdunské církvi papež poslal, a z něj vyplývá, v jaké vážnosti se Irenej u Eleuthera těšil. Když se Irenej vrátil z Říma, starý lugdunský biskup Photinus zemřel jako mučedník a Irenej se stal jeho nástupcem.
Během pozdějšího sporu o datum slavení Velikonoc naléhal na papeže Viktora, který exkomunikoval asijské církve, aby se s nimi smířil a nastolil znovu vzájemné společenství. Podle Eusebia tak dostál svému jménu coby mírotvorce (εἰρηνοποιός eirénopoios).
Po této události se však ztrácí po Ireneji stopa a neznáme ani přesný rok jeho úmrtí. Teprve Historia Francorum (1,27) Řehoře z Tours jej označuje jako mučedníka. Eusebius se o této události nezmiňuje, je však možné, že Irenej zemřel spolu s dalšími lyonskými mučedníky během pronásledování roku 202. Církev jej slaví jako mučedníka 28. června.

## Spisy
Irenej pojal za svůj úkol kromě správy své diecéze také snahu potlačit gnostická hnutí v rámci církve. Gnostické polemiky se týkají též jeho díla. Význam jeho děl však ve starověku rychle opadl a málokteré Irenejovo dílo se dochovalo.

### Proti bludům
Nejrozsáhlejším Irenejovým dílem je Ἔλεγχος καὶ ἀνατροπὴ τῆς ψευδονύμου γνώσεως (Elenchos kai anatropé tés pseudonymú gnóseós, Odhalení a odmítnutí předstíraného, avšak falešného poznání), které je však známo mnohem více pod kratším latinským názvem Adversus haereses (Proti bludům). Pod tímto názvem se totiž toto dílo v latinském poměrně doslovném překladu dochovalo vcelku. V řeckém originále se zachovaly pouze fragmenty včetně téměř kompletní první knihy. Z dobových překladů existují ještě arménské a syrské pasáže.
Jak původní název naznačuje, dílo se skládá ze dvou částí. První se zabývá odhalením, resp. analýzou gnostické hereze. Tvoří obsah první z celkem pěti knih a jedná se o neocenitelný materiál pro studium křesťanské gnóze 2. století. Irenej se zde věnuje studiu valentinovců, teprve pak se věnuje samotné gnózi. Pojednává o Šimonu Mágovi, Menandrovi a postupně o všech vůdčích osobnostech gnostických škol: Satornilovi, Basileidovi, Karpokratovi, Kérinthovi, ebionitech, nikolaitech, Kerdónovi, Markiónovi, Taciánovi a enkratitech.
Druhá část, odmítnutí těchto herezí, je obsahem dalších čtyř knih:
- 2. kniha odmítá valentinovskou a markiónovskou gnózi za pomocí rozumu,
- 3. kniha z nauky církve o Bohu a Kristu,
- 4. kniha z výroků Ježíše Krista,
- 5. kniha se pak zabývá otázkou vzkříšení těla. V této části zastává nauku o vzkříšení těla a „smrtelnosti“ duše (proti gnostikům). Je jedním z raných milenaristů.